# Fécamp
Fécamp és un municipi francès, situat al departament del Sena Marítim i a la regió de Normandia. L'any 1999 tenia 21.027 habitants.

## Fills il·lustres
- Louis-Armand Chardin (1755-1793) cantant (baríton) i compositor.